# محمد ماسو
محمد ماسو - محمد ‘براهيم ماسو لاعب سوريا في رياضة الترياثلون ( الرياضات الثلاث: السباحة وركوب الدراجات والجري) وهو اول
لاعب يصل بسوريا للأولمبياد في هذه الرياضة.

## السيرة الذاتية.
ولد محمد ماسو في مدينة حلب السورية في 23-7-1993م ، يبلغ من العمر (30) عامًا، والده الكابن"إبراهيم ماسو" مدرب سباحة وحاصل علي بطولة الجمهورية ، وأخوه الكابتن " علاء ماسو" بطل سباحة تم اختياره ضمن فريق اللاجئين في أولمبياد طوكيو. بدأ محمد مشواره الرياضي بالسباحة عندما كان عمره (6) سنوات ، وكان يتدرب وقتها علي يد والده، اشترك في رياضة الترياثلون عندما كان عمره (17) عاماً ، وبدأ تدريبه علي هذه اللعبة علي يد المدرب السوري "أحمد بنا" وحقق معه أول بطولة في هذه اللعبة عام 2010م. شارك بعد ذلك في بطولة اليابان وكازاخستان، توقف عن اللعب للظروف التي مرت بها سوريا خاصة 2013/2014، وخلال هذه الفترة كان يدرس في كلية التربية الرياضية بجامعة تشرين باللاذقية، وكان في ذات الوقت يتدرب مع ذاته، وعندما تراجع مستواه قرر السفر لخارج البلاد مع أخيه "علاء" حتي وصلا غلي هولندا، ومنها إلي ألمانيا، شارك في العديد من البطولات وأحرز مراكز عالمية متقدمة وأرقام قياسية عربية جديدة ، ويعتبر ماسو رياضة الترياثلون رياضة الرجل الحديدى وانها تحتاج إلي قدرة عالية من التحمل. ماسو رغم تحقيقه مركزًا متأخراً في أولمبياد طوكيو، إلا انه سعيد بوصوله إلي الأولمبياد علي المستوى الشخصى، وكذلك علي مستوي بلده سوريا في هذه اللعبة التي تضمنت 1500م سباحة، و 40 كم دراجة هوائية ، و 10 كم جري. صنف ماسو في المركز "149" عالميًا والمركز "11" آسيوياً قبل اشتراكه في أولمبياد طوكيو.

## الانجازات الرياضية.

حقق مسو انجازات عديدة تحسب له ولبلاده في لعبة الترياثلون، ونذكر منها:
- المركز الاول في بطولة الجمهورية في لعبة الترياثلون عام 2010م.
- المركز السادس عشر في بطولة كاس اوربا للناشئين 2011م
- المركز السادس والعشرون في بطولة تاتياما الآسيوية للترياثلون 2012م
- المركز السادس من اصل "36" في دورة الألعاب الآسيوية - أندونسيا 2018م، محطمًا الرقم القياسي العربي في لعبة الترياثلون ، والمسجل باسم الأردني البريطاني"لورانس فانوس" والذي حقق سابقاً المركز السابع.
- المركز التاسع من اصل "21" في دورة الألعاب الشاطئية "اسبانيا" 2018م وحقق أفضل نتيجة عربية وكان ترتيبه 250 عالميا و"23" اسيويا.
- المركز الحادي عشر في بطولة كاس آسيا المقامة بكازاخستان 2019م
- المركز السابع في بطولة كأس أسيا في قرغيزستان. 2019م.
- المركز الثالث في دورة العاب البحر المتوسط الشاطئية باليونان 2019م
- المركز التاسع قي بطولة كأس أفريقيا التي أقيمت بالسنغال.2019م
- المركز (47) من أصل 53 لاعب ضمن دورة الألعاب الأولمبية - طوكيو 2020م
- المركز التاسع في بطولة كأس أقريقيا للترياثلون والبطولة العربية - شرم الشبخ- مصر 2021م
- المركز السابع عشر في بطولة آسيا للترياثلون 2021م

## روابط خارجية.
- لقاء مصور مع اللاعب محمد ماسو.
- محمد ماسو في الترياثلون العالمي.
- محمد ماسو علي قاعدة بيانات الترياثلون.